# Винтовой пресс
Винтовой пресс — вид пресса, в котором давящий шток приводится в движение вверх и вниз относительно рамы с помощью винта. Винтовой вал оснащается рукоятями или колесом. Принцип действия заключается в преобразовании размашистого перемещения ручек или колеса при действии малой силы в малое нисходящее перемещение с большей силой. Накладные ручки обычно выполнены в виде шаров для удобного захвата руками, а также для контроля момента и усилия. Винтовой пресс применялся в книгопечатании и чеканке монет.